# Rozsełeneć
Rozsełeneć – osiedle na Ukrainie, w obwodzie odeskim, w rejonie bielajewskim. W 2001 roku liczyło 910 mieszkańców.
Do 2016 roku miejscowość nosiła nazwę Czerwonyj Rozsełeneć.